# Kostelní Hlavno
Kostelní Hlavno (en allemand : Kirchenhlawno) est une commune du district de Prague-Est, dans la région de Bohême-Centrale, en République tchèque. Sa population s'élevait à 509 habitants en 2020.

## Géographie
Kostelní Hlavno se trouve à 8 km au nord-nord-est de Brandýs nad Labem-Stará Boleslav, à 9,5 km à l'ouest-sud-ouest de Benátky nad Jizerou et à 27 km au nord-est du centre de Prague.
La commune est limitée par Sudovo Hlavno à l'ouest et au nord-ouest, par Mečeříž au nord-est, par Tuřice à l'est et par Hlavenec au sud.

## Histoire
La première mention écrite de la localité date de 1052.

## Transports
Par la route, Kostelní Hlavno se trouve à 10 km de Brandýs nad Labem-Stará Boleslav, à 13 km de Benátky nad Jizerou et à 35 km du centre de Prague.